# Upplands runinskrifter 542
Upplands runinskrifter 542 är ett försvunnet vikingatida runstensfragment som hittades i Husby-Sjuhundra kyrka, Husby-Sjuhundra socken och Norrtälje kommun. Stenen ska ha legat i vapenhusets dörr men har eftersökts utan lycka. Fragmentet utgör den övre, vänstra delen av en runsten. Det går inte att utesluta om U 542 har samband med något av de andra runstensfragment vid Husby-Sjuhundra kyrka.

## Inskriften
Translitterering av runraden:
[...- · at · akun · r...]
Normalisering till runsvenska:
... at Hakon(?) ...
Översättning till nusvenska:
... till minne av Hakon(?) ...